# Bouy
Bouy ist eine französische Gemeinde mit 536 Einwohnern (Stand: 1. Januar 2022) im Département Marne in der Region Grand Est (vor 2016: Champagne-Ardenne). Die Gemeinde gehört zum Arrondissement Châlons-en-Champagne und zum Kanton Mourmelon-Vesle et Monts de Champagne.

## Geographie
Bouy liegt etwa 15 Kilometer nördlich des Stadtzentrums von Chalons-en-Champagne am Vesle. Umgeben wird Bouy von den Nachbargemeinden Livry-Louvercy im Norden und Westen, Mourmelon-le-Grand im Norden und Nordosten, Vadenay im Osten, La Neuville-au-Temple im Süden und Südosten, La Veuve im Süden sowie Les Grandes-Loges im Südwesten.

## Bevölkerungsentwicklung
| Jahr                       | 1962 | 1968 | 1975 | 1982 | 1990 | 1999 | 2006 | 2018 |
| Einwohner                  | 349  | 364  | 409  | 356  | 393  | 422  | 449  | 571  |
| Quellen: Cassini und INSEE |      |      |      |      |      |      |      |      |

## Sehenswürdigkeiten
- Kirche Saint-Hilaire aus dem 12. Jahrhundert

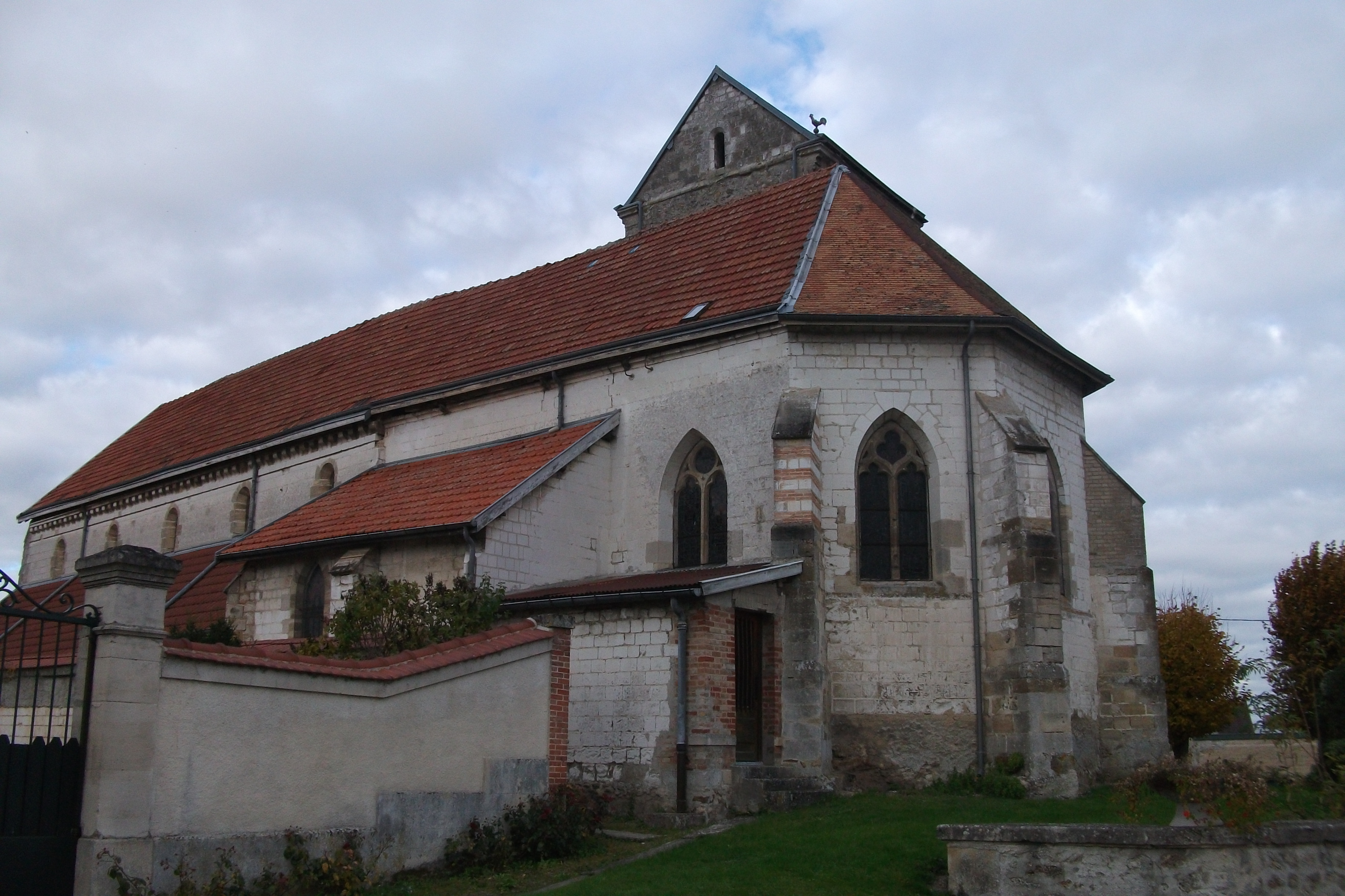
Kirche Saint-Hilaire

- Museum Henri Guillaumet

## Persönlichkeiten
- Henri Guillaumet (1902–1940), Pilot